# Aconchi
Aconchi – miasto w centralnej części meksykańskiego stanu Sonora, siedziba władz gminy Aconchi. Miasto położone jest w odległości około 120 km od stolicy stanu Hermosillo w kierunku północno-wschodnim. W 2005 roku ludność miasta liczyła 1718 mieszkańców. Zostało założone w 1639 roku jako misja jezuicka.